# LRRC17
La proteína 17 que contiene repeticiones ricas en leucina es una proteína que en humanos está codificada por el gen LRRC17. Esta involucrada en la homeostasis ósea. Actúa como un regulador negativo de la diferenciación de precursores de osteoclastos inducida por RANKL de precursores de médula ósea (por similitud).